# Kazuhito Amma
Kazuhito Amma (安間 和仁?, Amma Kazuhito; 20 marzo 1959) è un ex calciatore giapponese, di ruolo difensore.

## Carriera

### Club
Formatosi nel circolo calcistico dell'università Chuo (con cui vinse il torneo nazionale dedicato ai club universitari), dopo la laurea fu assunto alla Honda dove iniziò a giocare nel club aziendale. Conta oltre 72 presenze in Japan Soccer League, in cui disputò sei stagioni fino al ritiro dal calcio giocato, avvenuto al termine della stagione 1987-88.

### Dopo il ritiro
Conclusa l'attività di calciatore entrò nel comitato organizzativo della Japan Football League, ricoprendo l'incarico fino al 2012, quando fu assunto in J. League per ricoprire una medesima mansione.